# Sportverein Stuttgarter Kickers 2009-2010
Questa voce raccoglie le informazioni riguardanti lo Sportverein Stuttgarter Kickers nelle competizioni ufficiali della stagione 2009-2010.

## Stagione
Nella stagione 2009-2010 il Stuttgarter Kickers, allenato da Dirk Schuster, concluse il campionato di Regionalliga sud al 9º posto.

## Rosa
| N. |                        | Ruolo | Calciatore       |
| -- | ---------------------- | ----- | ---------------- |
| 1  | Germania (bandiera)    | P     | Daniel Wagner    |
| 2  | Germania (bandiera)    | D     | Moritz Steinle   |
| 3  | Germania (bandiera)    | D     | Patrick Auracher |
| 3  | Germania (bandiera)    | D     | André Olveira    |
| 4  | Germania (bandiera)    | D     | Simon Köpf       |
| 5  | Italia (bandiera)      | C     | Franco Petruso   |
| 6  | Germania (bandiera)    | C     | Demis Jung       |
| 7  | Italia (bandiera)      | C     | Enzo Marchese    |
| 8  | Germania (bandiera)    | D     | Marcel Charrier  |
| 9  | Germania (bandiera)    | C     | Jérôme Gondorf   |
| 9  | Croazia (bandiera)     | A     | Slaven Jokić     |
| 11 | Paesi Bassi (bandiera) | A     | Mijo Tunjić      |
| 15 | Germania (bandiera)    | D     | Marcel Rapp      |
| 16 | Germania (bandiera)    | C     | Michele Rizzi    |

| N. |                                 | Ruolo | Calciatore              |
| -- | ------------------------------- | ----- | ----------------------- |
| 17 | Germania (bandiera)             | D     | Fabian Gerster          |
| 18 | Slovenia (bandiera)             | D     | Marcel Ivanuša          |
| 19 | Italia (bandiera)               | C     | Alessandro Abruscia     |
| 20 | Bosnia ed Erzegovina (bandiera) | C     | Christian Grujicic      |
| 21 | Portogallo (bandiera)           | P     | Luis Rodrigues          |
| 22 | Turchia (bandiera)              | A     | Gökhan Gümüşsu          |
| 23 | Germania (bandiera)             | C     | Dirk Prediger           |
| 24 | Germania (bandiera)             | C     | Mahir Savranlioglu      |
| 26 | Stati Uniti (bandiera)          | D     | Royal-Dominique Fennell |
| 27 | Germania (bandiera)             | C     | Philip Türpitz          |
| 28 | Germania (bandiera)             | D     | Andreas Wonschick       |
| 31 | Germania (bandiera)             | P     | Frank Becker            |
| 48 | Germania (bandiera)             | A     | Kaan Tosun              |

## Organigramma societario
Area tecnica
- Allenatore: Dirk Schuster
- Allenatore in seconda: Alexander Malchow
- Preparatore dei portieri: Kai Rabe
- Preparatori atletici:
- Analisi video:

## Calciomercato

### Sessione estiva
| Acquisti | Acquisti            | Acquisti             | Acquisti |
| R.       | Nome                | da                   | Modalità |
| -------- | ------------------- | -------------------- | -------- |
| C        | Alessandro Abruscia | Kickers Stoccarda II |          |
| P        | Frank Becker        | Colonia U19          |          |
| D        | Marcel Charrier     | Nöttingen            |          |
| D        | Fabian Gerster      | Pfullendorf          |          |
| C        | Christian Grujicic  | Unterhaching         |          |
| A        | Slaven Jokić        | Karlsruhe II         |          |
| C        | Demis Jung          | Kickers Stoccarda II |          |
| C        | Enzo Marchese       | Ulma                 |          |
| D        | André Olveira       | Kickers Stoccarda II |          |
| C        | Michele Rizzi       | Kickers Stoccarda II |          |
| P        | Luis Rodrigues      | Kickers Stoccarda II |          |
| A        | Dominik Salz        | SV Neuhausen         |          |
| C        | Mahir Savranlioglu  | Schalke 04 II        |          |
| P        | Daniel Wagner       | Aalen                |          |

| Cessioni | Cessioni        | Cessioni                 | Cessioni |
| R.       | Nome            | a                        | Modalità |
| -------- | --------------- | ------------------------ | -------- |
| A        | Danny Galm      | Kaiserslautern II        |          |
| A        | Bashiru Gambo   | Erzgebirge Aue           |          |
| D        | Thomas Gentner  | Eintracht Francoforte II |          |
| D        | Jens Härter     | Reutlingen               |          |
| A        | Sokol Kacani    | Weiden                   |          |
| C        | Ralf Kettemann  | Aalen                    |          |
| C        | Josip Landeka   | Wehen Wiesbaden          |          |
| D        | Marcus Mann     | Saarbrücken              |          |
| C        | Thorsten Reiß   | Elversberg               |          |
| C        | Alexander Rosen | Hoffenheim II            |          |
| P        | Manuel Salz     | Friburgo                 |          |
| A        | Michael Schürg  | Ulma                     |          |
| A        | Orlando Smeekes | Carl Zeiss Jena          |          |
| C        | Sascha Traut    | Wacker Burghausen        |          |
| A        | Marco Tucci     | Reutlingen               |          |

### Sessione invernale
| Acquisti | Acquisti       | Acquisti    | Acquisti |
| R.       | Nome           | da          | Modalità |
| -------- | -------------- | ----------- | -------- |
| C        | Jérôme Gondorf | ASV Durlach |          |

| Cessioni | Cessioni     | Cessioni     | Cessioni |
| R.       | Nome         | a            | Modalità |
| -------- | ------------ | ------------ | -------- |
| A        | Dominik Salz | TSV Grunbach |          |

## Risultati

### Regionalliga

#### Girone di andata
| Friburgo in Brisgovia 8 agosto 2009, ore 14:00 CEST 1ª giornata | Friburgo II | 0 – 0 referto | Kickers Stoccarda | Möslestadion (450 spett.)\| Arbitro: \| Färber \| |
| Arbitro:                                                        | Färber      |               |                   |                                                   |

| Arbitro: | Gittelmann |

|                      |           |  |
| Salz 32’ Ivanuša 46’ | Marcatori |  |

| Arbitro: | Zwayer |

|                           |           |                 |
| Schumacher 64’ Méndez 85’ | Marcatori | 69’, 76’ Tunjić |

| Arbitro: | Schlutius |

|          |           |          |
| Rapp 24’ | Marcatori | 6’ Mlapa |

| Arbitro: | Wingenbach |

|             |           |                              |
| Soriano 42’ | Marcatori | 37’ (rig.) Marchese 60’ Jung |

| Stoccarda 5 settembre 2009, ore 14:00 CEST 6ª giornata | Kickers Stoccarda | 0 – 0 referto | Ulma | Gazi-Stadion auf der Waldau (3 520 spett.)\| Arbitro: \| Kempter \| |
| Arbitro:                                               | Kempter           |               |      |                                                                     |

| Arbitro: | Benedum |

|                      |           |             |
| Krasniqi 5’ Rehm 54’ | Marcatori | 59’ Ivanuša |

| Arbitro: | Bartsch |

|             |           |  |
| Ivanuša 34’ | Marcatori |  |

| Arbitro: | Aytekin |

|               |           |  |
| Muzliukaj 43’ | Marcatori |  |

| Arbitro: | Münch |

|                     |           |  |
| Tunjić 14’ Jung 87’ | Marcatori |  |

| Arbitro: | Waschitzki-Günther |

|                                          |           |                   |
| Titsch-Rivero 50’ Fachat 54’ Tsoumou 80’ | Marcatori | 76’ (rig.) Tunjić |

| Arbitro: | Welz |

|            |           |            |
| Tunjić 90’ | Marcatori | 22’ Pickel |

| Arbitro: | Marx |

|          |           |                              |
| Popp 45’ | Marcatori | 59’, 89’ Tunjić 84’ Prediger |

| Arbitro: | Kempter |

|                        |           |                    |
| Tunjić 71’, 90’ (rig.) | Marcatori | 39’ Tucci 52’ Rill |

| Kassel 21 novembre 2009, ore 14:00 CET 15ª giornata | Hessen Kassel | 0 – 0 referto | Kickers Stoccarda | Auestadion (2 500 spett.)\| Arbitro: \| Rafati \| |
| Arbitro:                                            | Rafati        |               |                   |                                                   |

| Stoccarda 28 novembre 2009, ore 14:00 CET 16ª giornata | Kickers Stoccarda | 0 – 0 referto | Aalen | Gazi-Stadion auf der Waldau (3 180 spett.)\| Arbitro: \| Kircher \| |
| Arbitro:                                               | Kircher           |               |       |                                                                     |

| Arbitro: | Steinhaus-Webb |

|                                                 |           |            |
| Valentini 7’ (rig.) Kammermeyer 63’ Kulabas 66’ | Marcatori | 23’ Tunjić |

#### Girone di ritorno
| Arbitro: | Pflaum |

|                         |           |                  |
| Prediger 10’ Tunjić 38’ | Marcatori | 13’ Brandstetter |

| Arbitro: | Alt |

|               |           |             |
| Saridogan 87’ | Marcatori | 43’ Gerster |

| Arbitro: | Kempter |

|                                |           |  |
| Tunjić 10’ Marchese 82’ (rig.) | Marcatori |  |

| Arbitro: | Bischof |

|                            |           |                        |
| Schindler 7’ Schäffler 68’ | Marcatori | 41’ Tunjić 71’ Gerster |

| Arbitro: | Gerach |

|             |           |           |
| Ivanuša 56’ | Marcatori | 12’ Akgöz |

| Arbitro: | Fleischer |

|  |           |             |
|  | Marcatori | 73’ Ivanuša |

| Arbitro: | Müller |

|                     |           |  |
| Tunjić 54’ Jung 77’ | Marcatori |  |

| Arbitro: | Kleinschmidt |

|                         |           |             |
| Sautner 85’ Katerna 89’ | Marcatori | 59’ Türpitz |

| Stoccarda 9 aprile 2010, ore 19:00 CEST 26ª giornata | Kickers Stoccarda | 0 – 0 referto | Pfullendorf | Gazi-Stadion auf der Waldau (2 320 spett.)\| Arbitro: \| Brand \| |
| Arbitro:                                             | Brand             |               |             |                                                                   |

| Arbitro: | Färber |

|                       |           |  |
| Zoller 23’ Müller 80’ | Marcatori |  |

| Arbitro: | Marx |

|                       |           |                          |
| Gondorf 5’ Tunjić 85’ | Marcatori | 12’ Chandler 80’ Hassler |

| Arbitro: | Unger |

|            |           |             |
| Krämer 88’ | Marcatori | 81’ Gondorf |

| Arbitro: | Gittelmann |

|                              |           |  |
| Marchese 23’ Tunjić 43’, 79’ | Marcatori |  |

| Arbitro: | Jöllenbeck |

|               |           |                          |
| Makarenko 34’ | Marcatori | 30’, 32’ Tunjić 66’ Rapp |

| Arbitro: | Müller |

|                                           |           |                               |
| Ivanuša 18’ Rizzi 20’ Marchese 85’ (rig.) | Marcatori | 5’, 49’ (rig.) Wölk 85’ Unger |

| Arbitro: | Cortus |

|                   |           |  |
| Grüttner 56’, 73’ | Marcatori |  |

| Arbitro: | Münch |

|  |           |                                             |
|  | Marcatori | 37’ (rig.) Kling 38’, 46’ Hörber 86’ Ekinci |

## Statistiche

### Statistiche di squadra
| Competizione     | Punti | In casa | In casa | In casa | In casa | In casa | In casa | In trasferta | In trasferta | In trasferta | In trasferta | In trasferta | In trasferta | Totale | Totale | Totale | Totale | Totale | Totale | DR |
| Competizione     | Punti | G       | V       | N       | P       | Gf      | Gs      | G            | V            | N            | P            | Gf           | Gs           | G      | V      | N      | P      | Gf     | Gs     | DR |
| ---------------- | ----- | ------- | ------- | ------- | ------- | ------- | ------- | ------------ | ------------ | ------------ | ------------ | ------------ | ------------ | ------ | ------ | ------ | ------ | ------ | ------ | -- |
| Regionalliga sud | 48    | 17      | 7       | 9       | 1       | 24      | 15      | 17           | 4            | 6            | 7            | 19           | 24           | 34     | 11     | 15     | 8      | 43     | 39     | +4 |
| Totale           | 48    | 17      | 7       | 9       | 1       | 24      | 15      | 17           | 4            | 6            | 7            | 19           | 24           | 34     | 11     | 15     | 8      | 43     | 39     | +4 |

### Andamento in campionato
| Giornata  | 1  | 2 | 3 | 4 | 5 | 6 | 7  | 8 | 9  | 10 | 11 | 12 | 13 | 14 | 15 | 16 | 17 | 18 | 19 | 20 | 21 | 22 | 23 | 24 | 25 | 26 | 27 | 28 | 29 | 30 | 31 | 32 | 33 | 34 |
| --------- | -- | - | - | - | - | - | -- | - | -- | -- | -- | -- | -- | -- | -- | -- | -- | -- | -- | -- | -- | -- | -- | -- | -- | -- | -- | -- | -- | -- | -- | -- | -- | -- |
| Luogo     | T  | C | T | C | T | C | T  | C | T  | C  | T  | C  | T  | C  | T  | C  | T  | C  | T  | C  | T  | C  | T  | C  | T  | C  | T  | C  | T  | C  | T  | C  | T  | C  |
| Risultato | N  | V | N | N | V | N | P  | V | P  | V  | P  | N  | V  | N  | N  | N  | P  | V  | N  | V  | N  | N  | V  | V  | P  | N  | P  | N  | N  | V  | V  | N  | P  | P  |
| Posizione | 11 | 6 | 6 | 9 | 5 | 7 | 10 | 8 | 11 | 8  | 9  | 10 | 7  | 8  | 8  | 8  | 11 | 8  | 9  | 8  | 8  | 8  | 6  | 5  | 6  | 7  | 8  | 8  | 8  | 6  | 6  | 7  | 8  | 9  |

Legenda:

Luogo: C = Casa; T = Trasferta. Risultato: V = Vittoria; N = Pareggio; P = Sconfitta.

### Statistiche dei giocatori
| A. Abruscia     | 28 | 0  | 1 | 0 |
| P. Auracher     | 8  | 0  | 1 | 0 |
| F. Becker       | 0  | 0  | 0 | 0 |
| M. Charrier     | 0  | 0  | 0 | 0 |
| R. Fennell      | 2  | 0  | 0 | 0 |
| F. Gerster      | 31 | 2  | 2 | 0 |
| J. Gondorf      | 11 | 2  | 2 | 0 |
| C. Grujicic     | 3  | 0  | 0 | 0 |
| G. Gümüşsu      | 19 | 0  | 1 | 0 |
| M. Ivanuša      | 33 | 6  | 3 | 0 |
| S. Jokić        | 4  | 0  | 0 | 0 |
| D. Jung         | 31 | 3  | 4 | 0 |
| S. Köpf         | 21 | 0  | 5 | 0 |
| E. Marchese     | 29 | 4  | 5 | 0 |
| A. Olveira      | 8  | 0  | 1 | 0 |
| F. Petruso      | 12 | 0  | 1 | 0 |
| D. Prediger     | 32 | 2  | 8 | 0 |
| M. Rapp         | 33 | 2  | 6 | 0 |
| M. Rizzi        | 33 | 1  | 9 | 0 |
| L. Rodrigues    | 0  | 0  | 0 | 0 |
| D. Salz         | 9  | 1  | 2 | 0 |
| M. Savranlioglu | 18 | 0  | 1 | 0 |
| M. Steinle      | 16 | 0  | 5 | 0 |
| K. Tosun        | 3  | 0  | 1 | 0 |
| M. Tunjić       | 32 | 19 | 1 | 1 |
| P. Türpitz      | 17 | 1  | 2 | 0 |
| D. Wagner       | 34 | 0  | 1 | 0 |
| A. Wonschick    | 1  | 0  | 0 | 0 |